# The White Swan Inn
A The White Swan Inn vagy más néven White Swan Court a walesi Monmouth egykori fogadója. Az épület II*. kategóriás brit műemlék (British Listed Building) 1952. június 27. óta. Egyike a monmouthi örökség tanösvény huszonnégy állomásának.

## Története
Az épület háromszintes. Jellegzetessége a földszint kiugró ablakfülkéje. Ezen a telken már a 18. század előtt egy fogadó állt, amelyik a Swan and Falcon nevet viselte. A fogadó 1709 és 1774 között White Swan néven működött. 1839-ben, a Priory Street kialakításával egyidőben, az épületet és a hozzá tartozó udvart is teljesen átépítették. Az új tervek készítésében George Vaughan Maddox helyi építész is közreműködött. Az udvar Priory Streetre néző végében alakították ki az új kocsibejárót, ugyanis ez az utca vette át a fő közlekedési útvonal szerepét a Church Streettől. A fogadó nevét valószínűleg Mary de Bohunról, V. Henrik angol király anyjáról kapta, aki Monmouth várában szülte meg fiát és akinek címerét egy láncravert hattyú (angolul: swan) díszítette. 
Mivel egy esetleges forradalom kirobbanásától tartottak, 1840-ben a chartista vezetők tárgyalásának idejére itt szállásolták el a város biztonságát felügyelő szuronyosokat. A fogadó az 1950-es évekig működött szállodaként. Udvarát és földszintjét ma kis üzletek és kávéházak foglallják el.